# Campeonato Asiático de Taekwondo de 2016
El XXII Campeonato Asiático de Taekwondo se celebró en Pásay (Filipinas) en 2016 bajo la organización de la Unión Asiática de Taekwondo.
En total se disputaron en este deporte dieciséis pruebas diferentes, ocho masculinas y ocho femeninas.

## Resultados

### Masculino
| Evento | Oro                        | Plata                            | Bronce                                                              |
| ------ | -------------------------- | -------------------------------- | ------------------------------------------------------------------- |
| –54 kg | Armin Hadipur Irán         | Ramnarong Sawekwiharee Tailandia | Galymzhan Serikbay · Kazajistán · Abuzaid Almuatasembelá · Jordania |
| –58 kg | Mirhashem Hoseini Irán     | Molomyn Tümenbayar Mongolia      | Mohamed Abdelaziz Catar Ibrahim Zarman Indonesia                    |
| –63 kg | Kim Seok-Bae Corea del Sur | Abolfazl Yagubi Irán             | Zhao Shuai China Nutthawee Klompong Tailandia                       |
| –68 kg | Kim Je-Yeup Corea del Sur  | Alireza Aliyari Irán             | Song Guodong China Naveen India                                     |
| –74 kg | Huang Jiannan China        | Nikita Rafalovich Uzbekistán     | Kim Hun · Corea del Sur · Yerzhan Abylkas · Kazajistán              |
| –80 kg | Said Rayabi Irán           | Liu Wei-Ting China Taipéi        | Farjod Negmatov Tayikistán Saleh El-Sharabati Jordania              |
| –87 kg | In Kyo-Don Corea del Sur   | Smaiyl Duisebay · Kazajistán     | Jasur Boyqo‘ziyev Uzbekistán Anas Sadek Jordania                    |
| +87 kg | Dmitriy Shokin Uzbekistán  | Kristopher Uy Filipinas          | Bahri Tanrikulu Palestina Yang Yi China                             |

### Femenino
| Evento | Oro                              | Plata                      | Bronce                                                            |
| ------ | -------------------------------- | -------------------------- | ----------------------------------------------------------------- |
| –46 kg | Liu Kaiqi China                  | Lin Wan-Ting China Taipéi  | Napaporn Charanawat Tailandia Nahid Kiani Irán                    |
| –49 kg | Panipak Wongpattanakit Tailandia | Ha Min-Ah Corea del Sur    | Trương Thị Kim Tuyến Vietnam Razan Al-Saideh Jordania             |
| –53 kg | Kim Min-Jeong Corea del Sur      | Chanatip Sonkham Tailandia | Chhoeung Puthearim Camboya Talin Hamaidi Jordania                 |
| –57 kg | Pauline Louise Lopez Filipinas   | Lee Ah-Reum Corea del Sur  | Shao Fenfen China Mahsa Yedi Irán                                 |
| –62 kg | Lin Yi-Ching China Taipéi        | Feng Xiao Macao            | Jeon Chae-Eun · Corea del Sur · Gulim Bibalayeva · Kazajistán     |
| –67 kg | Chuang Chia-Chia China Taipéi    | Nguyễn Thị Hà Vietnam      | Feruza Yergeshova · Kazajistán · Nigora Tursunkulova · Uzbekistán |
| –73 kg | Lee Da-Bin Corea del Sur         | Sorn Seavmey Camboya       | Zheng Shuyin China Kirstie Alora Filipinas                        |
| +73 kg | An Sae-Bom Corea del Sur         | Mojru Jalimova Tayikistán  | Melika Mirhoseini Irán                                            |

## Medallero
| Núm. | País          | Oro | Plata | Bronce | Total |
| ---- | ------------- | --- | ----- | ------ | ----- |
| 1    | Corea del Sur | 6   | 2     | 2      | 10    |
| 2    | Irán          | 3   | 2     | 3      | 8     |
| 3    | China Taipéi  | 2   | 2     | 0      | 4     |
| 4    | China         | 2   | 0     | 5      | 7     |
| 5    | Tailandia     | 1   | 2     | 2      | 5     |
| 6    | Uzbekistán    | 1   | 1     | 2      | 4     |
| 7    | Filipinas     | 1   | 1     | 1      | 3     |
| 8    | Kazajistán    | 0   | 1     | 4      | 5     |
| 9    | Camboya       | 0   | 1     | 1      | 2     |
| 9    | Tayikistán    | 0   | 1     | 1      | 2     |
| 9    | Vietnam       | 0   | 1     | 1      | 2     |
| 12   | Macao         | 0   | 1     | 0      | 1     |
| 12   | Mongolia      | 0   | 1     | 0      | 1     |
| 14   | Jordania      | 0   | 0     | 5      | 5     |
| 15   | Catar         | 0   | 0     | 1      | 1     |
| 15   | India         | 0   | 0     | 1      | 1     |
| 15   | Indonesia     | 0   | 0     | 1      | 1     |
| 15   | Palestina     | 0   | 0     | 1      | 1     |
|      | TOTAL         | 16  | 16    | 31     | 63    |